# Alan Dundes

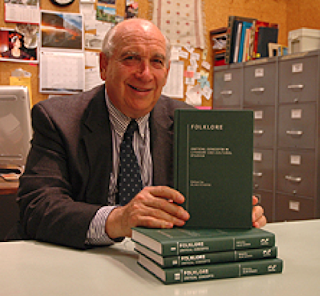
Alan Dundes

Alan Dundes (* 8. September 1934 in New York; † 30. März 2005 in Berkeley, Kalifornien) war ein US-amerikanischer Ethnologe und Folklorist.

## Leben
Alan Dundes studierte zunächst englische Philologie an der Yale University und dann Volkskunde an der Indiana University. 1962 wurde er mit der Dissertation über The Morphology of North American Indian Folktales promoviert, in der er die Methode von Wladimir Propp fortzusetzen versuchte. Danach war Dundes als Dozent für Englisch an der University of Kansas tätig. 1963 wurde er Privatdozent und 1965 Extraordinarius für Anthropologie an der University of California, Berkeley. 1968 berief ihn die Universität auf den Lehrstuhl für Anthropologie und Folklore.
In seinen über 300 Veröffentlichungen in Form von Aufsätzen, Büchern, Besprechungen und Vorträgen über zahllose Themen der Folklore kombinierte Dundes die Methoden der Kulturwissenschaft, Ethnologie, Textanalyse und insbesondere der Psychoanalyse miteinander.
Dundes war bis zu seinem Tode Mitglied der American Folklore Society (zeitweise auch deren Vorsitzender), der California Folklore Society (zeitweise auch deren Vorsitzender), der International Society for Folk Narrative Research sowie der American Academy of Arts and Sciences.
Breiter bekannt wurde sein Buch Life is Like a Chicken Coop Ladder: A Portrait of German Culture Through Folklore (1984, deutsch Sie mich auch!) bei dem mit einer Vielzahl von skatologischen Beispielen von Buchdruck bis zur Küche, bei Sprich- und Schimpfwörtern, von der Psychoanalyse Sigmund Freuds bis hin zum Nationalsozialismus ein analer deutscher Nationalcharakter mit einer Vielzahl von Beispielen belegt und behauptet wird.

## Weiteres
- Dundes wurde für den Dokumentarfilm The God Who Wasn’t There (2005) interviewt.

## Preise und Auszeichnungen
- 1962: Chicago Folklore Prize
- 1966–1967: Guggenheim-Stipendium
- 1972–1973: NEH Senior Fellow
- 1976: Chicago Folklore Prize
- 1993: Pitrè-Preis in Gold
- 1994: Distinguished Teaching Award

## Werke (Auswahl)
- The morphology of North American Indian folktales. Helsinki 1964 (Folklore Fellows’ communications 195).
- The study of folklore. Englewood Cliffs, NJ 1965.
- Folk ideas as units of worldview. Arlington, Va. 1971.
- Analytic essays in folklore. The Hague u. a. 1975 (Studies in folklore 2).
- The art of mixing metaphors. A folkloristic interpretation of the Netherlandish proverbs by Pieter Bruegel the Elder. Helsinki 1981 (Folklore Fellows’ communications 230).
- Cracking jokes. Studies of sick humor cycles & stereotypes. Berkeley, Calif. 1987.
- Essays in folklore theory and method. Madras 1990.
- From Game to war and other psychoanalytic essays on folklore. Lexington, Ky. 1997.
- Holy Writ as Oral Lit. The Bible as folklore. Lanham, Md. 1999.
- Sie mich auch! Das Hinter-Gründige in der deutschen Psyche. Beltz Weinheim und Basel 1985. ISBN 3 407 85053 0